# Flowers on the Grave
Flowers on the Grave è il terzo singolo estratto dal secondo album della cantante pop svedese September, In Orbit.
La canzone è stata scritta da Anoo Bhagavan, Niclas von der Burg e Jonas von der Burg e prodotta da quest'ultimo.

## Tracce
CD-Single (Catchy Tunes CATCHY 025 [se])
1. Flowers on the Grave (Single Edit) - 3:49
2. Flowers on the Grave (Instrumental) - 3:49

- Extra:

1. Flowers on the Grave (Video)
2. Flowers on the Grave (Single Edit) – 3:48
3. Flowers on the Grave (Instrumental Version) – 3:48